# 離島政府綜合服務中心
離島政府綜合服務中心（全稱：市政署離島政府綜合服務中心，葡萄牙语：Centro de Serviços da RAEM das Ilhas），位於氹仔哥英布拉街225號濠珀3樓，是繼位於澳門半島黑沙環政府綜合服務大樓後第二個提供“一站式”部門服務的政府服務中心，於2019年3月18日啟用，便利離島區的居民於同一地點辦理不同部門的公共服務。

## 沿革

### 問卷調查
2017年6月下旬，聚賢同心協會與工聯離島辦、離島社諮會委員等為了解離島居民對氹仔區設立政府綜合服務大樓的意向進行問卷調查，結果逾八成半人贊成在氹仔設大樓，當中近七成希望設在花城區。團體並建議選址在大連街未來公屋群樓裡。相關團體早前透過學校、托兒所、社區中心和街頭訪問等方式，在區內收回一千三百多份。結果顯示，約八成六受訪者贊成在氹仔區設服務大樓，不贊成的不足百分之一。至於希望設在哪，有六成八人選擇氹仔花城區，其次是氹仔舊城及馬場區，有兩成。

### 政府部門介紹
2018年11月6日，離島社區服務諮詢委員會舉行會議，當中民署和行政公職局代表出席，就設立「離島政府綜合服務中心」的定位和進度，以及所提供的服務和優化項目進行介紹。政府代表指本中心將於2019年第一季啟用，位於濠珀三樓，佔地30,000多平方呎。大樓設有九個服務專區和一個管理小組，並有33個櫃枱，可辦理26個政府部門，共317項服務。同時亦設有24小時服務專區，方便市民在非辦公時間使用所需服務。
2018年12月27日，民政總署諮詢委員會舉行會議，委員會副主席羅志堅表示，本大樓建設工作已完成，現時主要尚欠線路鋪設和機械安裝工程。他又表示中心建設工程超過了原定工期，是由於因應其他使用大樓設施的部門要求，需要增加監控及輔助設施；他相信整個工程將於2019年2月中落成，屆時相關部門進駐大樓進行並試運作。

### 啟用
2019年3月14日，財政局宣佈原財政局氹仔接待中心將於3月18日起停止運作並遷入本中心內。
2019年3月18日上午11時，本中心舉行牌匾揭幕儀式，行政長官崔世安及行政法務司司長陳海帆共同主持。
2023年12月5日，位於本大樓地面層的24小時政府自助服務區升級為“政府24小時自助服務中心”，設有自助辦證機、自助領證機、提供不同範疇的多功能自助服務機，其中多功能自助服務機，提供有關身份證明、社會福利、稅務查詢、市政服務、選民登記、交通出行及出入境共7個類別，涉及11個部門的38項自助服務。

## 辦公設施
中心面積於3,000平方米，其中法務局轄下的「海島公證署」及財政局轄下的「氹仔接待中心」由同日起遷往中心內繼續運作，啟用時有26個部門提供稅務和出入境事務等超過300個服務，提供的服務達北區綜合服務大樓的九成，未來會繼續考慮引入更多服務。
另外，社會保障基金於中心的社會保障專區（G區）開設服務櫃枱，提供社會保障制度及非強制性中央公積金制度的相關服務。
治安警察局於3樓C區設立三個櫃檯，向公眾提供家務工作僱員及專業外地僱員之續期及補期，以及領取外地僱員身份認別證服務。上述兩項服務均可於網上預約，而服務中心亦設有24小時自助服務機，可辦理個人出入境紀錄證明書及家務工作外僱續期。

## 其他設施
公務人員活動中心（葡萄牙語：Centro de Actividades para os Trabalhadores dos Serviços Públicos），位於氹仔哥英布拉街225號濠珀2樓，於2019年10月12日揭幕。面積約1500平方米，中心設有烹飪教室、閱覽區、康樂活動室、多功能室、心理舒緩服務區、成果展示廊、公務人員團體辦公專區及母乳餵哺室等，可為公務人員舉辦各項有益身心的活動和興趣班，以及提供心理輔導和各項經濟補助。開放時間為星期一至星期五09:00至21:00(中午照常辦公)，星期六13:30至18:30，星期日及公眾假期休息。

## 鄰近地點
- 氹仔中央公園
- 基馬拉斯大馬路空中走廊